# Tmarus undatus
Tmarus undatus là một loài nhện trong họ Thomisidae.
Loài này thuộc chi Tmarus. Tmarus undatus được Guo Tang & S. Q. Li miêu tả năm 2009.